# Supercopa espanyola de bàsquet femenina 2005
La Supercopa espanyola de bàsquet femenina 2005 fou la tercera edició de la competició. Se celebrà el 5 d'octubre de 2005 al Palau Blaugrana de Barcelona i fou organitzada per la Federació Espanyola de Basquetbol. Hi competiren l'UB FC Barcelona, com a campió de la Lliga Femenina 2004-05, i el Perfumerias Avenida, com a campió de la Copa de la Reina 2005. Els dos equips disputaren la seva segona final de la Supercopa respectivament. La competició inicià la temporada 2005-06 del bàsquet femení estatal.
Es proclamà campió l'UB FC Barcelona, que s'imposà a la final per 62 a 55. El club blaugrana remuntà un primer quart advers (8-17) i arribà al descans amb lleuger avantatge (30-28). A la segona part, hi hagué més igualtat però amb domini favorable de l'equip barceloní. Individualment, destacà l'actuació de l'escorta catalana Marta Fernández, MVP de la competició, amb 18 punts, 6 rebots, 4 assistències i 22 de valoració, per part barcelonina, i Kelly Schumacher amb 14 punts, 12 rebots i 21 de valoració, per part castellanolleonesa. L'UB FC Barcelona aconseguí el seu primer i únic títol de Supercopa.

## Final
| En negreta = Equip guanyador Pts = Punts Rebs = Rebots Assist = Assistències Val = Valoració Nota: Noms dels equips segons l'època |

| 5 d'octubre de 2005 20:30 CET Informe Notícia | UB FC Barcelona                                                       | 62–55 | Perfumerías Avenida                                                          | Palau Blaugrana, Barcelona Àrbitres: Francisco Javier Afonso Castillo i Ángel González Zumajo MVP: Marta Fernández (UB-FCB) |
| 5 d'octubre de 2005 20:30 CET Informe Notícia | Resultats per quarts: 8-17, 22-11, 18-15, 14-12                       |       |                                                                              | Palau Blaugrana, Barcelona Àrbitres: Francisco Javier Afonso Castillo i Ángel González Zumajo MVP: Marta Fernández (UB-FCB) |
| 5 d'octubre de 2005 20:30 CET Informe Notícia | Pts: Fernández 18 Rebs: Pons 12 Assist: Fernández 4 Val: Fernández 22 |       | Pts: Schumacher 14 Rebs: Schumacher 12 Assist: Martínez 3 Val: Schumacher 21 | Palau Blaugrana, Barcelona Àrbitres: Francisco Javier Afonso Castillo i Ángel González Zumajo MVP: Marta Fernández (UB-FCB) |

| UB FC Barcelona | Perfumerías Avenida |

| #           | Jugadora           | Pts | Rbs. | Ass. | Val. |
| ----------- | ------------------ | --- | ---- | ---- | ---- |
| 4           | Helen Luz          | 4   | 0    | 1    | 3    |
| 5           | Marta Fernández    | 18  | 6    | 4    | 22   |
| 7           | Cristina García    | 2   | 0    | 0    | -2   |
| 8           | Sandra Gallego     | 8   | 2    | 3    | 7    |
| 10          | Laura Antoja       | 8   | 2    | 4    | 7    |
| 11          | Milena Vukicevic   | 7   | 6    | 0    | 14   |
| 12          | Érika de Souza     | 5   | 10   | 0    | 8    |
| 14          | Íngrid Pons        | 10  | 12   | 2    | 15   |
| 16          | Svetlana Rodionova | 0   | 2    | 0    | -1   |
| Total       | Total              | 62  | 40   | 14   | 73   |
| Entrenador  |                    |     |      |      |      |
| Sílvia Font |                    |     |      |      |      |

| Campió de la Supercopa espanyola 2005 |
| ------------------------------------- |
| UB FC Barcelona Primer títol          |
| MVP                                   |
| Marta Fernández                       |

| #          | Jugadora         | Pts | Rbs. | Ass. | Val. |
| ---------- | ---------------- | --- | ---- | ---- | ---- |
| 4          | Laura Camps      | 2   | 4    | 2    | 7    |
| 7          | Blanca Marcos    | 5   | 0    | 0    | 2    |
| 9          | Clara Bermejo    | 0   | 2    | 0    | 0    |
| 11         | Núria Martínez   | 13  | 4    | 3    | 4    |
| 13         | Vanessa Hayden   | 6   | 7    | 0    | 2    |
| 14         | Katia da Silva   | 6   | 8    | 0    | 8    |
| 15         | Kelly Schumacher | 14  | 12   | 1    | 21   |
| 17         | Elena Tornikidou | 9   | 2    | 1    | -3   |
| Total      | Total            | 55  | 39   | 7    | 41   |
| Entrenador |                  |     |      |      |      |
|            |                  |     |      |      |      |